# Clinicarx
A Clinicarx é uma empresa brasileira de tecnologia em saúde, fundada em dezembro de 2016 por Cassyano Correr, Alysson Azevedo e Graziela Sponchiado. Sua sede administrativa é em Curitiba. A ideia inicial era desenvolver uma plataforma que permitisse às farmácias implantarem serviços de saúde e aos farmacêuticos prestarem atendimento de alta qualidade aos pacientes.
Em 2017, a empresa lançou oficialmente sua plataforma durante o Congresso Abrafarma Future Trends, em São Paulo.
No final de 2018, a Clinicarx já atendia a principais redes de farmácias do Brasil, com centenas de farmácias cadastradas e mais de 100 mil atendimentos registrados.
Em 2021, foi adquirida pela Interplayers, que investiu R$ 15 milhões na operação, incorporando a empresa ao seu ecossistema de soluções em saúde e bem-estar.

## Serviços
A empresa oferece soluções voltadas para farmácias, consultórios e pacientes, promovendo um ecossistema de saúde digital.
Marketplace de Serviços de Saúde: O marketplace conecta pacientes a farmácias e prestadores de serviços médicos para consultas, vacinas, exames rápidos e check-ups. A plataforma oferece agendamentos online e acesso a laudos e resultados via aplicativo próprio.
Sistema de Gestão da Qualidade (SGQ): Desenvolvido para garantir conformidade regulatória e controle de qualidade nos serviços laboratoriais, o SGQ da Clinicarx segue a Resolução RDC 786/2023 da Anvisa.
Clinipass: cartão de benefícios de saúde que oferece consultas e descontos em farmácias.
Healthy: plataforma de gestão de convênios para vendas B2B.

## Modelo de Negócios
A empresa opera em dois modelos principais:
- B2C (Business-to-Consumer): pacientes que desejam realizar consultas e exames em farmácias.
- B2B (Business-to-Business): farmácias, clínicas e consultórios interessados em uma plataforma completa de gestão de saúde.[3]